# Новодмитровка (Петропавловский район)
Новодмитровка (укр. Новодмитрівка) — село,
Александропольский сельский совет,
Петропавловский район,
Днепропетровская область,
Украина.
Код КОАТУУ — 1223880503. Население по переписи 2001 года составляло 30 человек .

## Географическое положение
Село Новодмитровка примыкает к селу Веремиевка.
По селу протекает пересыхающий ручей с запрудой.